# Javier Menéndez
Javier Menéndez Fernández (L'Avana, 18 giugno 1981) è un ex schermidore spagnolo, specialista del fioretto, partecipante alle Olimpiadi di Pechino 2008 e vincitore di una medaglia di bronzo ai Campionati mondiali di scherma.

## Biografia
Inizia a praticare scherma all'Avana (Cuba) nel 1988, con i Maestri Federali messi a disposizione dal locale Comitato Olimpico fino a raggiungere il titolo nazionale individuale di fioretto giovanile under 14. Nel 1995 si trasferisce a Madrid e prende lezioni prima con il Maestro Javier Villapalos e successivamente con il Maestro Jesús Esperanza. In Spagna si manifestano i suoi primi risultati giovanili importanti ed entra a far parte della squadra Nazionale fino a partecipare anche ai primi campionati del Mondo assoluti a Città del Capo (Sudafrica) nel 1997. Dopo aver partecipato a numerosi campionati d'Europa e del Mondo, nel settembre 2005 ha deciso di trasferirsi a Pisa per far parte della Scuola di Antonio Di Ciolo e preparare le Olimpiadi di Pechino 2008. È nella città della Torre Pendente che trova il suo equilibrio. Il lavoro quotidiano con il capiscuola Antonio Di Ciolo ed il suo staff completato da Enrico Di Ciolo e Simone Piccini ha fruttato risultati di prestigio. È stato il primo Spagnolo ad aver vinto una gara di Coppa del Mondo di Fioretto maschile individuale (Espinho 2007). Nel 2008 con la squadra del Club di scherma Di Ciolo vince il titolo Nazionale a squadre. Vince la gara di qualificazione riservata agli atleti europei e centra l'obiettivo di partecipare ai Giochi Olimpici di Pechino. Ha un fratello minore fiorettista come lui Gabriel Menéndez. Oggi è allenatore ad Oulu (Finlandia) e portavoce della scuola del suo maestro italiano.

## Palmarès
In carriera ha conseguito i seguenti risultati:
- Olimpiadi

Pechino 2008: Partecipato nel fioretto individuale.
- Mondiali di scherma

Lisbona 2002: bronzo nel fioretto a squadre.
- Europei di scherma

Bolzano 1999: bronzo nel fioretto individuale.
- Giochi del Mediterraneo

Almeria 2005: bronzo nel fioretto individuale.